# Jon Krakauer

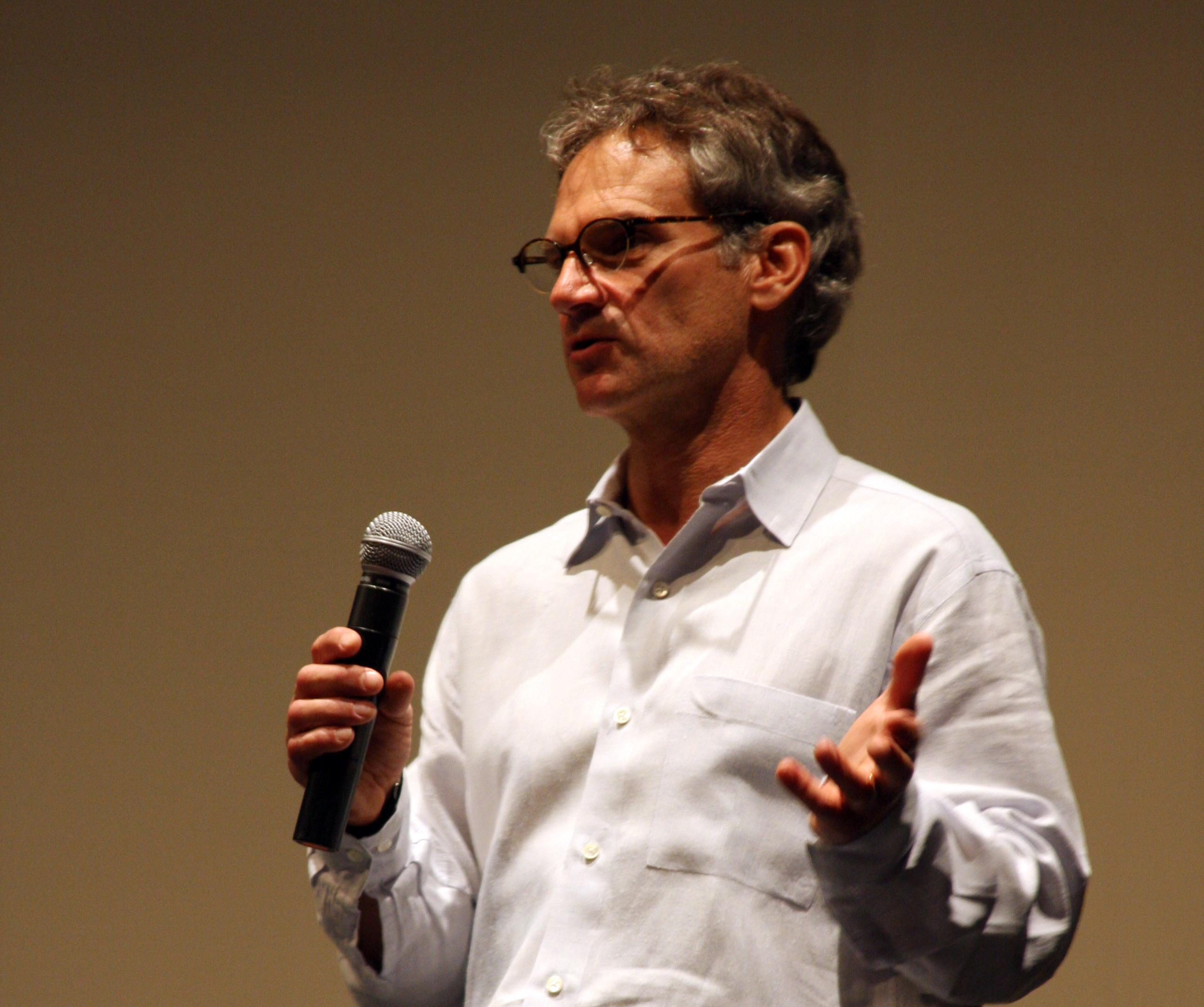
Jon Krakauer 2009.

Jon Krakauer, född 12 april 1954 i Brookline, Massachusetts, är en amerikansk författare och bergsbestigare. Krakauer växte upp i Oregon. Han har bland annat skrivit för tidskrifter som Outside och Rolling Stone. Han nådde den 10 maj 1996 toppen av Mount Everest, en bedrift som överskuggades av den katastrof som drabbade tre expeditioner då åtta personer omkom i ett kraftigt oväder på berget. Katastrofen skildras av Krakauer i boken Tunn luft.
Krakauers genombrott som journalist och författare gjordes huvudsakligen i och med hans bok In i vildmarken. Boken släpptes 1996 och består mest av efterforskningar av Christopher McCandless, en samhällskritisk äventyrare och luffare som dog i Alaskas vildmarker.

## Övriga verk
- Ett berg högre än Everest, vilken är en samling äventyrsskildringar.
- Mord i Guds namn, undersökande journalistik och kritik mot fundamentalistiska mormoner.
- Where Men Win Glory, en biografi över soldaten Pat Tillman.
- Missoula: Rape and the Justice System in a College Town, undersökande journalistik om våldtäktskulturen på amerikanska universitet. Krakauer följer några autentiska fall och hur de behandlas inom rättssystemet.

Han har även tagit bilderna i fotoboken Iceland, skriven av David Roberts.